# Il tesoro del presidente del Paraguay
Il tesoro del presidente del Paraguay è un romanzo di Emilio Salgari, inizialmente pubblicato dall'editore Giulio Speirani & Figli sul settimanale Il novelliere illustrato in 26 puntate tra il 7 gennaio e il 15 luglio 1894 e quindi, nello stesso anno, in volume con illustrazioni di Giovan Battista Carpanetto.

## Trama
Nel 1869, durante la guerra del Paraguay contro l’impero del Brasile, il Montevideo e la Confederazione Argentina, simpatizzanti europei inviano al presidente della repubblica del Paraguay, Francesco Solano Lopez, un carico di armi, nonché di un tesoro da 7 milioni in diamanti: la nave Pilcomayo, con a bordo l'agente governativo Josè Calderon, parte da Boston con l'incarico di incontrare in alto mare una nave inglese, prendere in consegna cartucce, fucili e diamanti e raggiungere la foce del Rio della Plata per consegnare il tutto ad un mercantile che li contrabanderà attraverso i paesi ostili per farli pervenire al Presidente. 
Ma sul luogo, invece del mercantile, trovano un nutrito blocco di navi degli Alleati loro nemici. Non riuscendo ad imboccare il Rio della Plata inosservato, prima di ingaggiare una battaglia senza speranza, il capitano Candell riprende il largo e attua il piano segretamente preparato a Boston: fa gonfiare di idrogeno un pallone e vi imbarca il suo uomo di fiducia, mastro Diego, cui affida i milioni del Presidente, il suo giovane protetto Cardozo e l'agente governativo Calderon. 
Il vento contrario che li spinge a largo, manovre errate e una tempesta fanno sì che il pallone raggiunga a stento le coste della Patagonia e per sfuggire ai pampas che stanno saccheggiando la regione i tre devono lasciar cadere anche l'ancorotto e la stessa navicella. Di conseguenza quando, a sud del Rio Negro, Diego e Cardozo saltano giù dal pallone, l'aerostato, alleggerito, trascina ancora più a sud Calderon che era rimasto impigliato nella rete. 
I paraguaiani incontrano due gauchos fuggiti dall'Argentina, con cui si alleano per dirigersi in Chilì, ma vengono braccati dai patagoni, si separano e Diego e Cardozo vengono catturati. All'accampamento della tribù dei Tehuels ritrovano Calderon, che essendo «caduto dal cielo» è stato considerato figlio della luna e costretto a diventare il loro stregone. 
I Patagoni vanno a nord per partecipare ai saccheggi della frontiera argentina: si ubriacano con del liquore rubato e i tre prigionieri ne approfittano per prendere dei cavalli e fuggire. Ritrovano il gaucho Ramon (il cui fratello invece è stato ucciso dagli indiani) che non ha rinunciato ad aiutarli e recupera il pallone: riempiendolo di aria calda può trasportare soltanto tre persone senza carico, pertanto Diego, Cardozo e Calderon fuggono in volo, ma danno appuntamento a Ramon presso il Consolato del Paraguay di Nuova Concezione. 
Quando il pallone precipita definitivamente sulle Ande, i tre sono accolti amichevolmente dagli Araucani, che forniscono loro una guida per il Chilì. Prima di entrare a Nuova Concezione, Calderon convince i marinai a fermarsi in un albergo per rendersi presentabili e dargli il tempo di organizzarsi per raggiungere il Presidente. Ma invece che al Consolato del Paraguay, il traditore li conduce a quello argentino, dove vengono rinchiusi in una stanza dalle finestre sbarrate. Diego e Cardozo fuggono dal camino, si vendicano di Calderon, intercettano Ramon e si imbarcano su un bastimento paraguayano che li lascia in Bolivia. Infine raggiungono il generale Solano Lopez nella capitale provvisoria Piribebuy e gli consegnano il tesoro.